# جی مهر
جی مهر (انگلیسی: Jay Mohr؛ زاده ۲۳ اوت ۱۹۷۰) یک هنرپیشه اهل ایالات متحده آمریکا است. وی از سال ۱۹۹۰ میلادی تاکنون مشغول فعالیت بوده‌است.
از فیلم‌ها یا برنامه‌های تلویزیونی که وی در آن نقش داشته‌است می‌توان به آخرت، جری مگوایر، بازی با قلب، گری مجرد، سیمون، بالاخره رسیدیم؟، تصویر کامل، حتی پول، برای بهتر یا بدتر، خیابان تنهایی و مافیا! اشاره کرد.